# Allsvenskan 2016
L'Allsvenskan 2016 è stata la 92ª edizione della massima serie del campionato svedese di calcio con la denominazione di Allsvenskan. È iniziata il 2 aprile 2016 e si è conclusa il 6 novembre 2016 con la vittoria del Malmö FF, al suo diciannovesimo titolo.

## Stagione

### Novità
Rispetto all'edizione precedente, le squadre promosse dalla Superettan 2015 sono lo Jönköpings Södra (al ritorno in Allsvenskan dopo 46 anni) e l'Östersund (all'esordio assoluto). Esse hanno preso il posto delle retrocesse Halmstad e Åtvidaberg.
Dal doppio spareggio salvezza/promozione del novembre 2015 non erano emersi cambiamenti: il Falkenberg, terzultimo nella Allsvenskan 2015, aveva infatti mantenuto la categoria a discapito del Sirius, terzo nella Superettan 2015.

### Formula
Le 16 squadre partecipanti si affrontano in un girone di andata e ritorno, per un totale di 30 giornate.

La squadra campione di Svezia ha il diritto di partecipare al secondo turno di qualificazione della UEFA Champions League 2017-2018.

La seconda e la terza classificata, assieme alla vincitrice della Svenska Cupen 2016-2017, sono ammesse all'UEFA Europa League 2017-2018.

La terzultima classificata gioca uno spareggio salvezza/promozione contro la terza classificata della Superettan 2016.

Le ultime due classificate sono retrocesse direttamente in Superettan.

## Squadre partecipanti
| Club             | Città       | Stadio           | Capacità | Stagione 2015            |
| ---------------- | ----------- | ---------------- | -------- | ------------------------ |
| AIK              | Stoccolma   | Friends Arena    | 50 000   | 3º posto in Allsvenskan  |
| Djurgården       | Stoccolma   | Tele2 Arena      | 30 000   | 6º posto in Allsvenskan  |
| Elfsborg         | Borås       | Borås Arena      | 16 899   | 4º posto in Allsvenskan  |
| Falkenberg       | Falkenberg  | Falkenbergs IP   | 4 000    | 14º posto in Allsvenskan |
| Gefle            | Gävle       | Gavlevallen      | 6 500    | 10º posto in Allsvenskan |
| GIF Sundsvall    | Sundsvall   | Norrporten Arena | 7 700    | 12º posto in Allsvenskan |
| Hammarby         | Stoccolma   | Tele2 Arena      | 30 000   | 11º posto in Allsvenskan |
| Helsingborg      | Helsingborg | Olympia          | 16 500   | 8º posto in Allsvenskan  |
| Häcken           | Göteborg    | Bravida Arena    | 6 500    | 7º posto in Allsvenskan  |
| IFK Göteborg     | Göteborg    | Gamla Ullevi     | 18 600   | 2º posto in Allsvenskan  |
| IFK Norrköping   | Norrköping  | Östgötaporten    | 15 734   | Campione di Svezia       |
| Jönköpings Södra | Jönköping   | Stadsparksvallen | 5 500    | 1º posto in Superettan   |
| Kalmar           | Kalmar      | Guldfågeln Arena | 12 000   | 13º posto in Allsvenskan |
| Malmö FF         | Malmö       | Swedbank Stadion | 24 000   | 5º posto in Allsvenskan  |
| Örebro           | Örebro      | Behrn Arena      | 12 300   | 9º posto in Allsvenskan  |
| Östersund        | Östersund   | Jämtkraft Arena  | 6 400    | 2º posto in Superettan   |

### Allenatori e primatisti
| Squadra          | Allenatore                                         | Calciatore più presente (tra parentesi il numero delle presenze) | Cannoniere (tra parentesi il numero dei gol segnati) |
| ---------------- | -------------------------------------------------- | ---------------------------------------------------------------- | ---------------------------------------------------- |
| AIK              | Andreas Alm (1ª-8ª) Rikard Norling (9ª-30ª)        | Nils-Eric Johansson, Patrik Carlgren (28)                        | Alexander Isak (10)                                  |
| Djurgården       | Per Olsson (1ª-16ª) Mark Dempsey (17ª-30ª)         | Elliot Käck (30)                                                 | Michael Olunga (12)                                  |
| Elfsborg         | Magnus Haglund                                     | Kevin Stuhr Ellegaard, Viktor Prodell (30)                       | Viktor Prodell (13)                                  |
| Falkenberg       | Hans Eklund                                        | Thomas Juel-Nielsen (28)                                         | Jesper Karlsson (7)                                  |
| Gefle            | Roger Sandberg (1ª-12ª) Thomas Andersson (13ª-30ª) | Johan Bertilsson (30)                                            | Johan Bertilsson (8)                                 |
| GIF Sundsvall    | Joel Cedergren (1ª-30ª) e Roger Franzén (1ª-22ª)   | Marcus Danielson, Tommy Naurin, Stefan Silva (30)                | Stefan Silva (7)                                     |
| Hammarby         | Nanne Bergstrand                                   | Ögmundur Kristinsson (30)                                        | Erik Israelsson (10)                                 |
| Helsingborg      | Henrik Larsson                                     | Adam Eriksson (30)                                               | Jordan Larsson (7)                                   |
| Häcken           | Peter Gerhardsson                                  | Peter Abrahamsson (29)                                           | John Owoeri (17)                                     |
| IFK Göteborg     | Jörgen Lennartsson                                 | John Alvbåge, Emil Salomonsson, Jakob Ankersen (29)              | Tobias Hysén (10)                                    |
| IFK Norrköping   | Janne Andersson (1ª-12ª) Jens Gustafsson (13ª-30ª) | Andreas Johansson, Sebastian Andersson (30)                      | Sebastian Andersson (14)                             |
| Jönköpings Södra | Jimmy Thelin                                       | Dzenis Kozica, Tommy Thelin (30)                                 | Paweł Cibicki (10)                                   |
| Kalmar           | Peter Swärdh                                       | Ole Söderberg, Ismael, Romário (29)                              | Marcus Antonsson (10)                                |
| Malmö FF         | Allan Kuhn                                         | Anton Tinnerholm (29)                                            | Viðar Örn Kjartansson (14)                           |
| Örebro           | Alexander Axén                                     | Michael Almebäck, Maic Sema (29)                                 | Maic Sema (8)                                        |
| Östersund        | Graham Potter                                      | Dennis Widgren (30)                                              | Saman Ghoddos (10)                                   |

## Classifica finale
|                   | Pos. | Squadra          | Pt | G  | V  | N  | P  | GF | GS | DR  |
| ----------------- | ---- | ---------------- | -- | -- | -- | -- | -- | -- | -- | --- |
| Svezia (bandiera) | 1.   | Malmö FF         | 66 | 30 | 21 | 3  | 6  | 60 | 26 | +34 |
|                   | 2.   | AIK              | 60 | 30 | 17 | 9  | 4  | 52 | 26 | +26 |
|                   | 3.   | IFK Norrköping   | 60 | 30 | 18 | 6  | 6  | 59 | 37 | +18 |
|                   | 4.   | IFK Göteborg     | 50 | 30 | 14 | 8  | 8  | 56 | 47 | +9  |
|                   | 5.   | Elfsborg         | 48 | 30 | 13 | 9  | 8  | 58 | 38 | +20 |
|                   | 6.   | Kalmar           | 44 | 30 | 12 | 8  | 10 | 45 | 40 | +5  |
|                   | 7.   | Djurgården       | 43 | 30 | 14 | 1  | 15 | 48 | 47 | +1  |
|                   | 8.   | Östersund        | 42 | 30 | 12 | 6  | 12 | 44 | 46 | -2  |
|                   | 9.   | Örebro           | 41 | 30 | 11 | 8  | 11 | 48 | 51 | -3  |
|                   | 10.  | Häcken           | 40 | 30 | 11 | 7  | 12 | 58 | 45 | +13 |
|                   | 11.  | Hammarby         | 39 | 30 | 10 | 9  | 11 | 46 | 49 | -3  |
|                   | 12.  | Jönköpings Södra | 35 | 30 | 8  | 11 | 11 | 32 | 39 | -7  |
|                   | 13.  | GIF Sundsvall    | 30 | 30 | 7  | 9  | 14 | 38 | 54 | -16 |
|                   | 14.  | Helsingborg      | 29 | 30 | 8  | 5  | 17 | 34 | 52 | -18 |
|                   | 15.  | Gefle            | 27 | 30 | 6  | 9  | 15 | 34 | 56 | -22 |
|                   | 16.  | Falkenberg       | 10 | 30 | 2  | 4  | 24 | 25 | 84 | -59 |

Legenda:
      Campione di Svezia e ammessa alla UEFA Champions League 2017-2018
      Ammesse alla UEFA Europa League 2017-2018
 Ammessa allo spareggio salvezza-promozione
      Retrocesse in Superettan 2017
Note:
Tre punti a vittoria, uno a pareggio, zero a sconfitta.
La classifica viene stilata secondo i seguenti criteri:
- Punti conquistati
- Differenza reti generale
- Reti totali realizzate

## Risultati
|                  | AIK  | Dju  | Elf  | Fal  | Gef  | GIF  | Ham  | Hel  | Häc  | IFG  | IFN  | Jön  | Kal  | Mal  | Öre  | Öst  |
| ---------------- | ---- | ---- | ---- | ---- | ---- | ---- | ---- | ---- | ---- | ---- | ---- | ---- | ---- | ---- | ---- | ---- |
| AIK              | –––– | 2-0  | 2-1  | 2-0  | 1-0  | 1-1  | 0-0  | 2-1  | 2-1  | 3-3  | 6-0  | 0-0  | 3-1  | 1-1  | 0-0  | 2-0  |
| Djurgården       | 0-3  | –––– | 2-2  | 5-0  | 2-1  | 1-3  | 1-3  | 3-0  | 1-0  | 3-1  | 0-1  | 0-2  | 0-3  | 3-1  | 3-2  | 3-0  |
| Elfsborg         | 2-2  | 3-0  | –––– | 5-0  | 2-0  | 4-0  | 4-1  | 1-0  | 2-4  | 1-1  | 2-1  | 3-3  | 1-1  | 0-1  | 2-1  | 3-1  |
| Falkenberg       | 2-3  | 1-2  | 1-2  | –––– | 1-1  | 1-1  | 0-2  | 1-4  | 1-4  | 1-2  | 2-1  | 0-5  | 1-2  | 0-3  | 1-3  | 1-2  |
| Gefle            | 0-1  | 1-2  | 2-2  | 1-2  | –––– | 1-1  | 0-2  | 1-1  | 2-2  | 2-6  | 0-0  | 0-1  | 3-2  | 1-0  | 0-4  | 0-0  |
| GIF Sundsvall    | 1-3  | 2-5  | 1-3  | 2-1  | 1-2  | –––– | 0-0  | 0-2  | 0-0  | 1-3  | 1-2  | 3-1  | 1-1  | 0-1  | 3-1  | 5-0  |
| Hammarby         | 0-3  | 4-2  | 2-4  | 3-3  | 2-1  | 1-1  | –––– | 5-1  | 2-3  | 2-0  | 1-1  | 1-1  | 2-1  | 2-3  | 1-1  | 1-1  |
| Helsingborg      | 2-1  | 1-2  | 2-4  | 3-1  | 2-3  | 2-1  | 0-1  | –––– | 0-2  | 1-3  | 1-2  | 2-0  | 0-1  | 2-1  | 1-3  | 1-1  |
| Häcken           | 2-3  | 3-1  | 2-1  | 7-0  | 6-1  | 0-1  | 4-2  | 1-1  | –––– | 2-2  | 1-2  | 3-1  | 2-3  | 2-4  | 0-1  | 3-1  |
| IFK Göteborg     | 1-0  | 2-1  | 2-2  | 2-0  | 3-3  | 4-1  | 2-1  | 2-0  | 1-0  | –––– | 1-1  | 2-1  | 1-1  | 0-3  | 3-2  | 2-0  |
| IFK Norrköping   | 4-1  | 1-3  | 0-0  | 2-1  | 2-0  | 3-1  | 3-1  | 3-0  | 3-1  | 3-1  | –––– | 5-1  | 4-1  | 1-2  | 3-1  | 3-3  |
| Jönköpings Södra | 0-0  | 1-0  | 1-0  | 1-1  | 1-0  | 1-1  | 0-1  | 1-1  | 1-1  | 1-1  | 0-2  | –––– | 0-1  | 3-2  | 1-1  | 1-1  |
| Kalmar           | 1-1  | 2-1  | 3-2  | 3-0  | 0-1  | 2-0  | 1-1  | 2-3  | 1-1  | 4-2  | 0-1  | 0-1  | –––– | 1-1  | 3-2  | 2-0  |
| Malmö FF         | 2-0  | 1-0  | 1-0  | 2-0  | 3-0  | 1-2  | 3-0  | 2-0  | 3-0  | 3-1  | 3-1  | 4-1  | 1-1  | –––– | 1-0  | 0-3  |
| Örebro           | 0-2  | 0-2  | 1-0  | 3-2  | 2-2  | 3-3  | 3-2  | 0-0  | 0-0  | 3-2  | 2-2  | 2-1  | 2-1  | 0-3  | –––– | 1-5  |
| Östersund        | 0-2  | 1-0  | 0-0  | 6-1  | 2-4  | 4-0  | 2-0  | 2-0  | 2-1  | 2-0  | 0-2  | 1-0  | 1-0  | 1-4  | 2-4  | –––– |

## Spareggio salvezza/promozione
Nello spareggio salvezza/promozione si affrontano la squadra classificata al 14º posto di Allsvenskan (Helsingborg) e la squadra classificata al 3º posto di Superettan (Halmstad).
| Arbitro: | Jonas Eriksson (Sigtuna) |

|                     |           |              |
| Helstrup 85’ (aut.) | Marcatori | 74’ Eriksson |

| Arbitro: | Stefan Johannesson (Täby) |

|             |           |                                  |
| Larsson 81’ | Marcatori | 86’ (rig.) Mathisen 89’ Mathisen |

L'Halmstad ottiene la promozione in Allsvenskan.

## Statistiche

### Squadre

#### Capoliste solitarie
- 3ª giornata:  Djurgården
- Dalla 8ª alla 10ª giornata:  IFK Norrköping
- Dalla 11ª alla 17ª giornata:  Malmö FF
- 18ª giornata:  IFK Norrköping
- Dalla 19ª alla 21ª giornata:  Malmö FF
- Dalla 22ª alla 23ª giornata:  IFK Norrköping
- Dalla 24ª alla 30ª giornata:  Malmö FF

### Individuali

#### Classifica marcatori[3]
| Gol | Rigori |  | Giocatore             | Squadra          |
| --- | ------ |  | --------------------- | ---------------- |
| 17  | 1      |  | John Owoeri           | Häcken           |
| 14  |        |  | Sebastian Andersson   | IFK Norrköping   |
| 14  |        |  | Viðar Örn Kjartansson | Malmö FF         |
| 13  |        |  | Viktor Prodell        | Elfsborg         |
| 12  |        |  | Michael Olunga        | Djurgården       |
| 10  |        |  | Paweł Cibicki         | Jönköpings Södra |
| 10  |        |  | Tobias Hysén          | IFK Göteborg     |
| 10  |        |  | Alexander Isak        | AIK              |
| 10  |        |  | Erik Israelsson       | Hammarby         |
| 10  | 1      |  | Marcus Antonsson      | Kalmar           |
| 10  | 1      |  | Saman Ghoddos         | Östersund        |
| 9   | 1      |  | Paulinho              | Häcken           |
| 9   | 1      |  | Alex Dyer             | Östersund        |
| 9   | 1      |  | Christoffer Nyman     | IFK Norrköping   |
| 8   |        |  | Johan Bertilsson      | Gefle            |
| 8   |        |  | Eero Markkanen        | AIK              |
| 8   |        |  | Maic Sema             | Örebro           |
| 8   | 1      |  | Markus Rosenberg      | Malmö FF         |
| 8   | 2      |  | Viktor Claesson       | Elfsborg         |

#### Giocatore del mese
Di seguito i vincitori.
| Mese      | Giocatore             | Squadra        |
| --------- | --------------------- | -------------- |
| Aprile    | Christoffer Nyman     | IFK Norrköping |
| Maggio    | Marcus Antonsson      | Kalmar FF      |
| Giugno    | Non assegnato         | Non assegnato  |
| Luglio    | Viðar Örn Kjartansson | Malmö FF       |
| Agosto    | Magnus Wolff Eikrem   | Malmö FF       |
| Settembre | Alexander Isak        | AIK            |
| Ottobre   | Viktor Claesson       | Elfsborg       |

#### Premi individuali di fine stagione
Di seguito i vincitori.
| Premio                 | Giocatore             | Squadra        |
| ---------------------- | --------------------- | -------------- |
| Miglior portiere       | Johan Wiland          | Malmö FF       |
| Miglior difensore      | Andreas Johansson     | IFK Norrköping |
| Miglior centrocampista | Magnus Wolff Eikrem   | Malmö FF       |
| Miglior attaccante     | Viðar Örn Kjartansson | Malmö FF       |
| Miglior allenatore     | Graham Potter         | Östersund      |
| Miglior giovane        | Alexander Isak        | AIK            |
| Miglior giocatore      | Andreas Johansson     | IFK Norrköping |